# Jasień (Grande-Pologne)
Pour les articles homonymes, voir Jasień.
Jasień (prononciation : [ˈjaɕeɲ]) est un village polonais de la gmina de Czempiń dans le powiat de Kościan de la voïvodie de Grande-Pologne dans le centre-ouest de la Pologne.
Il se situe à environ 6 kilomètres au sud-ouest de Czempiń (siège de la gmina), à 8 kilomètres au nord-est de Kościan (siège du powiat) et à 33 kilomètres au sud-ouest de Poznań (capitale régionale).

## Histoire
De 1975 à 1998, le village faisait partie du territoire de la voïvodie de Poznań.

Depuis 1999, Jasień est situé dans la voïvodie de Grande-Pologne.